# James Bertie, I conte di Abingdon
James Bertie, I conte di Abingdon (Londra, 16 giugno 1653 – Londra, 22 maggio 1699), è stato un nobile inglese.

## Biografia
Era il figlio di Montagu Bertie, II conte di Lindsey, e dalla sua seconda moglie, Bridget Wray, baronessa Norreys.

## Carriera
Alla morte della madre, gli succedette come barone Norreys. Il 30 novembre 1682 fu creato conte di Abingdon e alla morte di suo padre, nel 1682, gli succedette alla contea.
Fu Lord luogotenente di Oxfordshire (1674-1687 e 1689-1697) e High Steward della città di Oxford (1687). Fu giudice di Eyre (1693-1697).

## Matrimonio
Sposò, il 1º febbraio 1672, Eleanora Lee (3 giugno 1658-31 maggio 1691), figlia di Sir Henry Lee, III Baronetto. Ebbero cinque figli:
- Montagu Venables-Bertie, II conte di Abingdon (1673-1743);
- Lord James Bertie (13 marzo 1674-1735), sposò Elizabeth Willoughby, ebbero un figlio;
- Lord Henry Bertie (1675-1735);
- Lady Bridget Bertie (1683-1753), sposò Richard Bulkeley, IV visconte di Cashel, ebbero due figli;
- Lady Anne Bertie (1689-1718), sposò William Courtenay, II Baronetto, ebbero tre figli.

Sposò, il 15 aprile 1698, Catherine Chamberlayne, figlia del reverendo Sir Thomas Chamberlayne, II Baronetto e Margaret Prideaux. Non ebbero figli.

## Morte
Morì il 22 maggio 1699, all'età di 45 anni, presso Yard di Dean, a Londra.